# 癭葉表孔珊瑚
癭葉表孔珊瑚（学名：Montipora aequituberculata）为軸孔珊瑚科表孔珊瑚屬下的一个种。